# Ferenc Szusza
Ferenc Szusza (1 de dezembro de 1923 — 1 de agosto de 2006) foi um jogador de futebol húngaro. Foi jogador de primeira divisão do Újpest Football Club de 1941 a 1960. Jogou 24 jogos pela seleção húngara e sagrou-se campeão nacioanl por 4 vezes com o Újpest FC.
Depois de sua carreira no futebol, Szusza se tornou treinador. Ele treinou Győri ETO FC, Újpesti Dózsa, Gornik Zabrze, Real Betis e o Atlético Madrid.

## Legado
O estádio do Újpest FC, o Szusza Ferenc Stadium, tem esse nome por causa de Szusza.

## Honrarias

### Clube
- Campeonato Húngaro: 4
- Újpest Football Club

1945 (primavera), 1945–46, 1946–47, 1959–60

### Internacional
- Hungria
  - Copa dos Campeões dos Balcãs: 1947

### Individual
- Jogador do ano da Hungria: 1947[1]